# Tomskij rajon
Il Tomskij rajon (in russo Томский район?) è un rajon dell'Oblast' di Tomsk, in Russia; il capoluogo è Tomsk. Istituito nel 1930, ricopre una superficie di 10.064,2 chilometri quadrati.